# Primera División (1940/1941)
Primera División 1940/1941 był dziesiątym sezonem w najwyższej klasie rozgrywek w Hiszpanii. Trwał on od 29 września 1940 do 2 marca 1941. W sezonie udział wzięło 12 drużyn. Mistrzem kraju został Atlético Madryt. Rozegrano 22 kolejki.

## Tabela
| Legenda do tabeli              |
| Mistrz                         |
| Zdobywca Copa del Rey          |
| Spadkowicz do Segunda División |

| Miejsce | Klub               | Kolejka | Wygranych | Remisów | Przegranych | Gole strzelone | Gole stracone | Różnica | Punkty |
| ------- | ------------------ | ------- | --------- | ------- | ----------- | -------------- | ------------- | ------- | ------ |
| 1       | Atlético Madryt    | 22      | 13        | 7       | 2           | 70             | 36            | 34      | 33     |
| 2       | Athletic Bilbao    | 22      | 13        | 5       | 4           | 49             | 24            | 25      | 31     |
| 3       | Valencia CF        | 22      | 11        | 5       | 6           | 60             | 52            | 8       | 27     |
| 4       | FC Barcelona       | 22      | 13        | 1       | 8           | 55             | 45            | 10      | 27     |
| 5       | Sevilla FC         | 22      | 12        | 2       | 8           | 70             | 43            | 27      | 26     |
| 6       | Real Madryt        | 22      | 11        | 2       | 9           | 51             | 38            | 13      | 24     |
| 7       | Espanyol Barcelona | 22      | 10        | 2       | 10          | 50             | 54            | -4      | 22     |
| 8       | Real Oviedo        | 22      | 7         | 2       | 13          | 36             | 63            | -27     | 16     |
| 9       | Hércules CF        | 22      | 7         | 2       | 13          | 28             | 67            | -39     | 16     |
| 10      | Celta Vigo         | 22      | 7         | 1       | 14          | 45             | 51            | -6      | 15     |
| 11      | Real Saragossa     | 22      | 5         | 4       | 13          | 26             | 41            | -15     | 14     |
| 12      | Real Murcia        | 22      | 5         | 3       | 14          | 29             | 55            | -26     | 13     |

## Objaśnienia
- 1. - Atlético Madryt - mistrz

### Spadek doSegunda División
- 11. - Real Saragossa
- 12. - Real Murcia

### Awans doPrimera División
- Real Sociedad
- Deportivo La Coruña
- CD Castellón
- Granada CF

### ZdobywcaTrofeo Pichichi
- Pruden - Atlético Madryt - 33 gole.